# Drhtava žilnica
Drhtava žilnica (znanstveno ime Phlebia tremellosa) je gliva iz rodu žilnic (Phlebia). Prej je bila poimenovana drhtavi zgubanec (Meruius tremellosus).

## Značilnosti
Enoletna želejasta goba, široka 1–5 cm in debela do 3 cm. Raste bočno priraščena na podlago. Oblikuje pahljačaste, polkrožne ali školjkaste plošče z valovitimi robovi. Zgornja površina je hrapava, dlakava, belkaste do kremne do rumeno-oranžne barve. Rob klobuka je oster, valovit, ukrivljen in brez trosovnice v širini približno 5 mm.
Trosovnica je cevasta, v obliki nepravilnih luknjic (labirintov), rumeno-oker, rožnate ali rjasto rjave barve. Cevi tvorijo le eno plast in so od mesa ločene s temnejšo črto. Robovi cevk so pri mladih gobah gladki, pri starejših nazobčani. Jamice so obdane z drobnimi gubami v obliki mreže. Na mm so 2 do 4 pore. Njihova oblika se spreminja od okrogle do nepravilno podolgovate.
Meso je pri mladih gobah je mehko in želatinasto, pri starejših je prožno in gumijasto. Je belkaste do oranžno rumene barve.

## Razširjenost in življenjski prostor
Široko je razširjena na severni polobli. Pogosta je tudi v Sloveniji, zlasti v vlažnejših listnatih gozdovih.
Je gniloživka na lesu. Raste v gozdovih, parkih, sadovnjakih in vrtovih, ob rekah in cestah. Plodovi se pojavljajo skozi vse leto, predvsem pa poleti in jeseni. Rastejo v vrstah, pritrjeni postrani na podlago, pogosto kot strešniki drug nad drugim, naseljujejo štore, hlode in odpadle veje listavcev, zlasti bukve, jelše, breze, leske in hrasta. Včasih ga lahko najdemo tudi na iglavcih.

## Mikroskopske značilnosti
Trosni odtis je bele barve. Trosi so klobasaste oblike, gladki, neamiloidni in merijo 3,5–4,5 x 1–2 μm. V notranjosti imajo po dve okrogli maščobni kapljici.

## Podobne vrste
- temnooranžna žilnica (Phlebia radiata) je ploščata in se žarkasto razrašča po podlagi
- brestova uhljevka (Auricularia mesenterica) je sicer nagubano a gladko trosovnico

## Uporabnost
Neužitna.
Drhtava žilnica je sposobna razgradnje kompleksnih organskih snovi vključno s sintetičnimi onesnaževali. V raziskavah se je izkazalo, da ta gliva izloča encime, ki učinkovito razgrajujejo lignin in podobne kompleksne molekule in bi se lahko uporabljala za razgradnjo škodljivih industrijskih odpadkov v okoljskih projektih bioremediacije.
Vsebuje merulinsko kislino – snov z baktericidnimi lastnostmi, in merulidial, ki ima baktericidne, fungicidne, imunostimulativne in protirakave lastnosti.